# 18 Stołeczna Brygada Obrony Terytorialnej
18 Stołeczna Brygada Obrony Terytorialnej im. gen. Antoniego Chruściela ps. "Monter" (18 SBOT) – związek taktyczny Wojsk Obrony Terytorialnej Wojska Polskiego.

## Struktura organizacyjna
Struktura w 2025 r.:
- Dowództwo brygady i sztab – Warszawa - Rembertów
- kompania dowodzenia – Warszawa - Rembertów
- kompania logistyczna – Warszawa - Rembertów
- kompania saperów - Warszawa - Rembertów
- kompania szkolna - Warszawa - Rembertów
- 181 batalion lekkiej piechoty im. ppłk. Zygmunta Ignacego Rylskiego ps. "Grzegorz" "Hańcza"  – Warszawa - Rembertów
- 182 batalion lekkiej piechoty im. kpt. Andrzeja Romockiego ps. "Morro" – tymczasowo Warszawa - Rembertów
- 183 batalion lekkiej piechoty - Borzęcin Duży

## Dowódcy brygady
- płk Marek Pietrzak (Wrzesień 2022 - Luty 2024)
- cz. p. o. ppłk Dariusz Rosiak (Luty 2024 - Lipiec 2024)
- płk Paweł Boruszewski (Lipiec 2024 - obecnie)

Insygnia
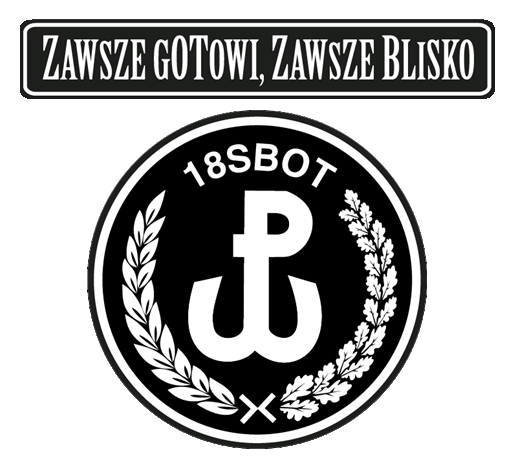
Oznaka rozpoznawcza na mundur wyjściowy
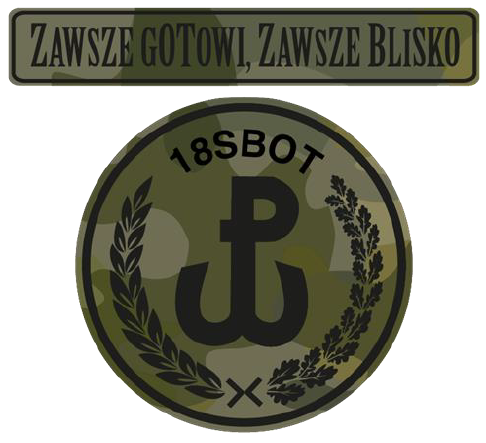
Oznaka rozpoznawcza na mundur polowy